# Jahrhundertfrauen
Jahrhundertfrauen (Originaltitel: 20th Century Women) ist ein US-amerikanischer Coming-of-Age-Film des Regisseurs Mike Mills aus dem Jahr 2016. Annette Bening ist in der Hauptrolle der Dorothea Fields besetzt. Der Film kam am 18. Mai 2017 in die deutschen Kinos. Er erhielt eine Oscar-Nominierung in der Kategorie „Bestes Originaldrehbuch“.

## Handlung
Die Handlung spielt hauptsächlich 1979 in Santa Barbara. Dorothea Fields, Mitte fünfzig, ist alleinerziehende Mutter des 15-jährigen Jamie. Als er nach einem Ohnmachtsspiel nicht aufwacht und medizinische Hilfe benötigt, kritisiert sie seine sorglose Lebensweise. Jamie dagegen hält seiner Mutter vor, sich nach der Scheidung zu isolieren und kein Glück mehr zu suchen. Da Dorothea sich zunehmend damit überfordert fühlt, Jamies Entwicklung in die „richtigen Bahnen“ zu lenken, versucht sie zunächst, männliche Bezugspersonen in sein Leben einzubauen. Als das nicht klappt, bittet sie Jamies beste Freundin Julie sowie ihre Mieterin Abbie, die Jamie beide sehr nahestehen, um Mithilfe.
Jamie fühlt sich überbehütet und leidet darunter, dass seine Mutter niemals über sich selbst redet; er hat das Gefühl, sie seien sich fremd. Mit der 17-jährigen Julie – einer Freundin aus der Kindheit, die gern bei ihm im Bett schläft, weil sie ihn als Freund zum Reden schätzt – hätte er gern mehr als ein freundschaftliches Verhältnis, aber sie lehnt das ab. Von der 24-jährigen Abbie, die erst kürzlich von Gebärmutterhalskrebs geheilt wurde und unter den Folgen leidet, wird Jamie mit feministischer Literatur versorgt. Sie hat Kunst in New York studiert, liebt die Fotografie und geht mit ihm in Klubs, wo er aus sich herausgehen kann. Um ihren Sohn besser verstehen zu können, begibt sich auch Dorothea zusammen mit William, einem weiteren Mitbewohner des alten Hauses, dorthin. Die beiden kommen sich näher.
Als Jamie von einem Gleichaltrigen verprügelt wurde, nachdem er dessen sexuelle Angebereien in Zweifel zog, wird das Auto seiner Mutter mit dem Schriftzug „Art Fag“ (Kunstschwuchtel) beschmiert. Bei einem gemeinsamen Essen redet Abbie offen über Menstruation, was Dorothea unmöglich findet. William rettet die Situation, indem er unbefangen über Sex redet, woraufhin Julie über ihren ersten Sex spricht, was wiederum Jamie missfällt. 
Nach einer weiteren Auseinandersetzung mit seiner Mutter fährt Jamie spontan mit Julie ins Blaue und sagt ihr bei der ersten Übernachtung im Motel offen, dass er sie liebt. Dass sie weiterhin jedes erotische Verhältnis zu ihm ablehnt, irritiert ihn so, dass er sie sitzen lässt und allein durch die Nacht wandert. Von Julie alarmiert fahren Dorothea, Abbie und William sofort zum Motel, wo Jamie mittlerweile wieder eingetroffen ist, aber jedes Gespräch abblockt.
Erst später kommt es zu einer Aussprache mit seiner Mutter, in der sie zum ersten Mal ernsthaft von sich und ihren Ängsten und Hoffnungen erzählt. In der Folge bessert sich das Verhältnis zwischen Mutter und Sohn. Sie unterstützt Jamie sogar dabei, sein schwarzgelocktes Haar zu blondieren, worin Jamie einen neuen Anfang sieht.
Zum Schluss wird erzählt, wie alle Beteiligten noch ihren Weg gefunden haben, dass Dorothea an Lungenkrebs gestorben ist und Jamie sich darauf freut, seinen Kindern von ihrer Oma zu erzählen.

## Erzählweise
Neben der Filmhandlung wird jeder der fünf Protagonisten in einzelnen Sequenzen individuell vorgestellt. Diese Sequenzen sind in derselben Struktur aufgebaut; man erfährt Geburtstag und -ort, erhält Informationen über das bisherige Leben, die (ehemaligen) Partner, Kinder, Krankheiten, Karriere und wird über Meilensteine des zukünftigen Lebens informiert; bei Dorothea geht die Chronik bis zu ihrem Tod im Jahr 1999.

## Rezeption

### Kritik
Thomas Vorwerk von Filmstarts kommt zu dem Urteil, dass der Film ein „ergreifendes, oft immens witziges und mitreißend gespieltes Unterhaltungskino auf beeindruckend hohem Niveau“ ist. Georg Seeßlen bezeichnete Mills in Die Zeit als „cineastischen Designkünstler“, der das Porträt seiner Mutter angefertigt habe. „Soziale Genauigkeit“ und „Menschennähe“ gebe es kaum, aber zwischendrin „immer wieder Einstellungen von so vollendeter Harmonie und Schönheit, dass einem das Herz wieder aufgeht, das sich gerade noch verkrampfen wollte“. Das Erste führte zur Ausstrahlung des Films aus, dass Mills in Jahrhundertfrauen erneut  „ein besonderes Gespür für gefühlvolle Tragikomödien“ zeige. Der „unkonventionelle Film übers Erwachsenwerden“ zeichne zudem „ein liebevolles Zeitporträt der USA in den späten 1970er Jahren“. Aus dem „grandiosen Darstellerensemble“ rage Annette Bening heraus.

### Erfolg
Der Film spielte in den amerikanischen Kinos rund 6 Millionen US-Dollar ein.

### Auszeichnungen
- Oscar 2017: Nominierung als „bestes Originaldrehbuch“
- Golden Globe 2017: Nominierung als „bester Film Komödie/Musical“
- Annette Bening wurde darüber hinaus als „Beste Hauptdarstellerin“ für folgende Preise nominiert:
  - Golden Globe Award
  - Independent Spirit Award
  - Satellite Award
  - Critics’ Choice Movie Award